# Estevão Gomes
Estevão Medeiros Gomes é um pianista capixaba.
Com apenas 6 anos de prática, ele se tornou o brasileiro mais novo a tocar os 12  estudos Op 25 de Frédéric Chopin, um dos repertórios mais difíceis do compositor polonês.
Um feito de grande complexidade técnica e artística. Além disso, realizou um recital completo interpretando As Estações, de Pyotr Ilyich Tchaikovsky.
Com um impressionante histórico de mais de 40 premiações nacionais e internacionais, Estêvão consolidou seu lugar como uma das maiores promessas da música clássica. Em 2024, foi vencedor do Prelúdio, o único concurso de música clássica transmitido pela televisão brasileira, na TV Cultura.

## Prêmios
Até outubro de 2023, Estevão já havia conquistado 35 prêmios nacionais e internacionais, nos seguintes países: EUA, Grécia, Portugal, Indonésia, Colômbia, Espanha e Rússia. Alguns estão mencionados abaixo:
- 2020 - Premiado com o 3º lugar no Concurso Internacional Carmel Klavier América Latina, tendo sido selecionado para participar da final no Carmel Klavier EUA.[5]
- 2022 - Vencedor da sua categoria de idade no XXXI Concurso de Piano Souza Lima, do Conservatorio Souza Lima.[6]
- 2022 - Vencedor do National Pro Music Competition, nos EUA.[5]

### Honrarias
- Diploma de Honra ao Mérito da Câmara de vereadores de Vitória[7].